# Hetch Hetchy Road
La Hetch Hetchy Road est une route américaine dans le comté de Tuolumne, en Californie. Cette route de montagne de la Sierra Nevada est une voie d'accès au parc national de Yosemite depuis la forêt nationale de Stanislaus. Elle dessert le barrage O'Shaughnessy, à l'origine du réservoir Hetch Hetchy.